# Texaco Cup 1970-1971
La Texaco Cup 1970-1971 est la 1re édition de ce tournoi qui est remportée par les Wolverhampton Wanderers.

## 1ertour
| Équipe 1          | Équipe 2                | Score                     |
| ----------------- | ----------------------- | ------------------------- |
| Greenock Morton   | West Bromwich Albion    | 2-1 / 1-0 / 3-1           |
| Motherwell        | Stoke City              | 1-0 / 1-2 / 2-2 (4-3 pen) |
| Nottingham Forest | Airdrieonians FC        | 2-2 / 2-2 / 4-4 (4-5 pen) |
| Burnley           | Heart of Midlothian     | 3-1 / 1-4 / 4-5           |
| Dundee FC         | Wolverhampton Wanderers | 1-2 / 0-0 / 1-2           |
| Tottenham Hotspur | Dunfermline             | 4-0 / 3-0 / 7-0           |
| Ards FC           | Shamrock Rovers         | 1-4 / 3-2 / 4-6           |
| Limerick FC       | Derry City FC           | 1-0 / 2-4 / 3-4           |

## 2etour
| Équipe 1          | Équipe 2                | Score           |
| ----------------- | ----------------------- | --------------- |
| Airdrieonians FC  | Heart of Midlothian     | 0-5 / 3-2 / 3-7 |
| Greenock Morton   | Wolverhampton Wanderers | 0-3 / 2-1 / 2-4 |
| Tottenham Hotspur | Motherwell              | 3-2 / 1-3 / 4-5 |
| Derry City FC     | Shamrock Rovers         | 4-0 / 1-3 / 5-3 |

## Demi-finales
| Équipe 1            | Équipe 2                | Score           |
| ------------------- | ----------------------- | --------------- |
| Derry City FC       | Wolverhampton Wanderers | 0-1 / 0-4 / 0-5 |
| Heart of Midlothian | Motherwell              | 1-1 / 2-1 / 3-2 |

## Finale
| Équipe 1            | Équipe 2                | Score           |
| ------------------- | ----------------------- | --------------- |
| Heart of Midlothian | Wolverhampton Wanderers | 1-3 / 1-0 / 2-3 |